# ماري فلورنسا ويلسون
ماري فلورنسا ويلسون (بالإنجليزية: Mary Florence Wilson)‏ هي أمينة مكتبة أمريكية، ولدت في 29 يناير 1884، وتوفيت في 1977.